# Augerella orientalis
Augerella orientalis är en stekelart som först beskrevs av Gupta 1962.  Augerella orientalis ingår i släktet Augerella och familjen brokparasitsteklar.

## Underarter
Arten delas in i följande underarter:
- A. o. mindorensis
- A. o. borneensis
- A. o. himalayensis